# 江川純一
江川 純一（えがわ じゅんいち、1994年-　）は、日本の宗教学者、東京大学助教。イタリア宗教史学を中心に研究している。

## 経歴
東京大学大学院人文社会系研究科博士課程修了。大学院在学中にイタリア政府奨学生として国立パヴィア大学大学院に留学。立教大学講師などを経て、現在は東京大学文学部の助教、桐朋学園大学非常勤講師。

## 出版物

### 執筆
- 『「呪術」の呪縛 上巻』 (宗教史学論叢 19)、リトン、2015年
- 『イタリア宗教史学の誕生: ペッタッツォーニの宗教思想とその歴史的背景』、江川純一、勁草書房、2015年
- 『宗教とファシズム』　竹沢尚一郎編、水声社、2010年
- 『宗教史とは何か 上巻』　市川裕・松村一男・渡辺和子、リトン 2008年

### 共訳
- 『贈与論』 (ちくま学芸文庫)マルセル・モース、筑摩書房、2009年